# Fulviocylapus
Fulviocylapus is een geslacht van wantsen uit de familie van de Miridae (Blindwantsen). Het geslacht werd voor het eerst wetenschappelijk beschreven door Herczek & Popov in 2005.

## Soorten
Het genus is monotypisch en bevat alleen de volgende soort:

- Fulviocylapus gorczycai Herczek & Popov, 2005